# Radovljica (gemeente)
Radovljica (Duits: Radmannsdorf; Italiaans: Radolza) is een gemeente in de Sloveense regio Gorenjska en telt 18.164 inwoners (2002).
Een van de belangrijkste bezienswaardigheden in Radovljica is het museum over apicultuur (bijenteelt).

## Plaatsen in de gemeente
Begunje na Gorenjskem, Brda, Brezje, Brezovica, Dobravica, Dobro Polje, Dvorska vas, Češnjica pri Kropi, Črnivec, Globoko, Gorica, Hlebce, Hraše, Kamna Gorica, Kropa, Lancovo, Lesce, Lipnica, Ljubno, Mišače, Mlaka, Mošnje, Nova vas pri Lescah, Noše, Otoče, Ovsiše, Peračica, Podnart, Poljče, Poljšica pri Podnartu, Posavec, Praproše, Prezrenje, Radovljica, Ravnica, Rovte, Slatna, Spodnja Dobrava, Spodnja Lipnica, Spodnji Otok, Srednja Dobrava, Srednja vas, Studenčice, Vošče, Vrbnje, Zadnja vas, Zaloše, Zapuže, Zgornja Dobrava, Zgornja Lipnica, Zgornji Otok, Zgoša

## Partnersteden
- Sondrio (Italië)

Bled · Bohinj · Cerklje na Gorenjskem · Gorenja vas-Poljane · Jesenice · Jezersko · Kranj · Kranjska Gora · Naklo · Preddvor · Radovljica · Šenčur · Škofja Loka · Tržič · Železniki · Žiri · Žirovnica
1. ↑  "Prebivalstvo po starosti in spolu, občine, Slovenija, polletno". Statistični urad Republike Slovenije. Geraadpleegd op 18 april 2021.